# Termas romanas de Lecrín
Las termas romanas del municipio de Lecrín (Provincia de Granada, España) se encuentran en la ladera septentrional del valle del río Lecrín, en un área no escarpada y sobre una altitud de 720 m sobre el nivel del mar, ocupando parte de una pequeña manzana del municipio de Lecrín. 

## Características
En la zona se ha constatado la existencia de un patio con una piscina semicircular de aproximadamente 3,5 metros de radio realizada con «opus signinum» y con una profundidad original entre 1,2 y 1,1 m, con una ligera inclinación norte-sur para facilitar el desagüe de la misma. Asimismo tiene una escalera de tres peldaños realizada en piedra, con los dos últimos escalones labrados en el mismo bloque. Al pie de la misma hay un orificio circular para el desagüe. Se ha localizado una habitación abierta al patio bajo por la que discurre el sistema de desagüe de la piscina y varias canalizaciones, así como la cimentación de otra más grande orientada este oeste con restos de otro mosaico con motivos también geométricos, muy parecido al que se halló en el patio. 
Hacia el sector norte aparece un lienzo de muro que prolongándose fuera del área excavada iría en dirección también norte en conexión con otro segmento, del que apenas puede indicarse la función que desempeña, al igual que la del área que los circunscribe. A través de cinco escalones se accedía desde el patio a varias habitaciones, algunas con hipocaustos. 
El estudio de la producción cerámica de «terra sigillata» data las termas en un período que abarca entre mediados del siglo I y los siglos III o IV. 